# Ti guarderò nel cuore
Ti guarderò nel cuore è un brano musicale composto da Riz Ortolani e Nino Oliviero per la colonna sonora del film del 1962 Mondo cane.

## Composizione e successo
Originariamente composto come brano strumentale e intitolato Models in Blue/Modelle in Blu (compare con questo titolo come traccia numero 9 nell'album della colonna sonora del film pubblicato dalla CAM), solo successivamente venne arricchito con un testo (scritto da Marcello Ciorciolini) e intitolato Ti guarderò nel cuore; venne inciso da Katyna Ranieri nel 1961 nel 45 giri Mondo cane (Je M'En Fous)/Ti guarderò nel cuore (MGM, K 2051) e poi ristampato nel 1965 in Donna di fiori/Ti guarderò nel cuore (MGM, K2115). La versione inglese venne curata da Norman Newell e rinominata More. Grazie alla crescente fama che il pezzo si era guadagnato presso il pubblico, la canzone venne successivamente incisa da numerosi cantanti, fino a diventare un vero e proprio standard.
Nel 1964 More ottenne il Grammy Award come canzone dell'anno e venne candidata all'Oscar alla migliore canzone; nella successiva cerimonia di premiazione, fu Katyna Ranieri, moglie del compositore Ortolani, a interpretarla. Ad oggi, Katyna Ranieri è stata l'unica cantante italiana invitata ad esibirsi sul palcoscenico della cerimonia degli Oscar.
Proprio l'ascolto di questo brano convinse Ruggero Deodato ad affidare a Ortolani la colonna sonora del suo film Cannibal Holocaust.

## Versione di Frank Sinatra
La versione più celebre di More è quella che Frank Sinatra incise con l'accompagnamento dell'orchestra di Count Basie su arrangiamento swing di Quincy Jones nell'album It Might as Well Be Swing.

## Altre versioni
- Tra le versioni cantate, si ricordano le versioni di Wayne Newton, Connie Francis, Julie London, Bobby Darin, Nat King Cole, Doris Day, Andy Williams, Brenda Lee e Moacyr Franco.
- In versione solo strumentale, More fu un ottimo successo nel 1963 per Kai Winding & Orchestra (raggiungendo la posizione numero 18 in classifica negli Stati Uniti, e rimanendo in classifica per ben 15 settimane totali nella Billboard Hot 100). Una versione vocale di More ad opera di Vic Dana stazionò alla posizione numero 42 a inizio ottobre '63, due settimane prima che la versione di Winding irrompesse nelle classifiche.
- Altre celebri versioni strumentali sono quelle dei maestri italiani Nino Rossi, Fausto Papetti, Annunzio Mantovani e Cesare Ficcadenti e di Ronnie Aldrich, Herb Alpert, Baja Marimba Band, Ferrante & Teicher, Morton Gould, Jerry Murad's Harmonicats, Gary McFarland, Bela Sanders, Jeff Steinberg, Anthony Ventura, Kenny Clarke/Francy Boland Big Band, Erroll Garner, Dizzy Gillespie, Joe Pass e Charlie Byrd.
- Al Bishop and the Faxar from Iceland registrarono la canzone ad Oslo il 23 agosto 1967. La cover venne pubblicata su singolo HMV 45-AL-6149.
- Sergio Franchi eseguiva spesso il brano in concerto.[5] Inoltre incise ufficialmente More per il suo album del 1964 The Exciting Voice of Sergio Franchi.[6]
- Le Supremes reinterpretarono il brano durante il loro tour europeo del 1968. La loro versione può essere ascoltata sugli album Live at London's Talk of the Town e Greatest Hits: Live in Amsterdam.
- Nel 2008 Orietta Berti ha pubblicato questo brano nel suo album Swing, un omaggio alla mia maniera con il titolo More (Ti guarderò nel cuore).
- Il crooner italiano Matteo Brancaleoni ha registrato quattro versioni differenti del brano nei suoi dischi Just Smile (2006), Live in studio (2009), Live! (2011), New Life (2012). Una delle sue versioni nel 2010 è rimasta quarta per due mesi nella iTunes Music Chart italiana.[7]
- Nel 2021 Amanda Lear ha pubblicato un EP contenente More.

## Curiosità
Il comico Antonio Albanese, durante la trasmissione Che tempo che fa, quando faceva lo sketch del sommelier usava una ritrasposizione del brano come sottofondo.